# Élections constituantes de 1945 dans la Loire-Inférieure
Les élections législatives françaises de 1945 se déroulent le 21 octobre.

## Mode de scrutin
Les députés sont élus selon le système de représentation proportionnelle suivant la règle de la plus forte moyenne dans le département, sans panachage ni vote préférentiel. Il y a 586 sièges à pourvoir.
Dans le département de la Loire-Inférieure, huit députés sont à élire.

## Élus
Les huit députés élus sont : 
| Identité                  | Parti | Parti   |
| ------------------------- | ----- | ------- |
| Louis Audibert            |       | UR      |
| Olivier de Sesmaisons     |       | UR      |
| Jacques Chombart de Lauwe |       | UR      |
| Clovis Constant           |       | SFIO    |
| Jean-Baptiste Guitton     |       | SFIO    |
| Édouard Moisan            |       | MRP     |
| Henri Gouge               |       | PCF     |
| André Morice              |       | Rad-Soc |

## Résultats

### Résultats à l'échelle du département
| Liste (parti)  | Liste (parti)                                                         | Tête de liste   | Résultats | Résultats | Sièges | Sièges |
| Liste (parti)  | Liste (parti)                                                         | Tête de liste   | Voix      | %         |        |        |
| -------------- | --------------------------------------------------------------------- | --------------- | --------- | --------- | ------ | ------ |
|                | Union nationale et républicaine de la résistance                      | Louis Audibert  | 119 522   | 37,91     | 3      |        |
|                | Section française de l'Internationale ouvrière                        | Clovis Constant | 60 240    | 19,11     | 2      |        |
|                | Mouvement républicain populaire                                       | Édouard Moisan  | 49 465    | 15,69     | 1      |        |
|                | Parti communiste français                                             | Henri Gouge     | 36 011    | 11,42     | 1      |        |
|                | Union-républicaine (Parti républicain, radical et radical-socialiste) | André Morice    | 30 701    | 9,74      | 1      |        |
|                | Jeune République-Union démocratique et socialiste de la Résistance    | Georges Aguesse | 19 360    | 6,14      | -      |        |
|                |                                                                       |                 |           |           |        |        |
| Inscrits       | Inscrits                                                              | Inscrits        | 411 641   | 100,00    | 8      |        |
| Votants        | Votants                                                               | Votants         | 324 459   | 78,82     |        |        |
| Blancs et nuls | Blancs et nuls                                                        | Blancs et nuls  | 9 160     | 2,82      |        |        |
| Exprimés       | Exprimés                                                              | Exprimés        | 315 299   | 97,18     |        |        |